# 荆冕圣玛利亚堂

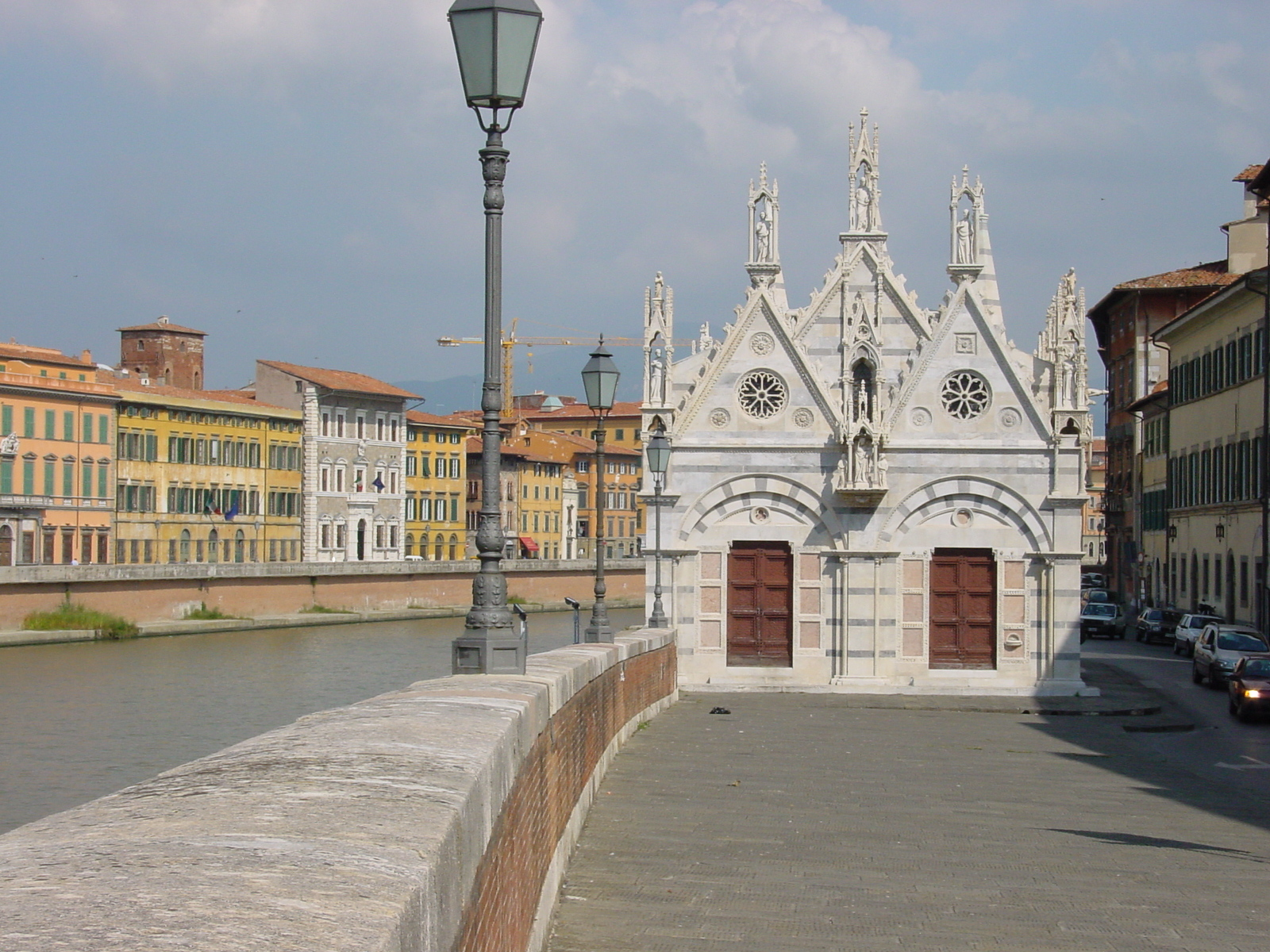

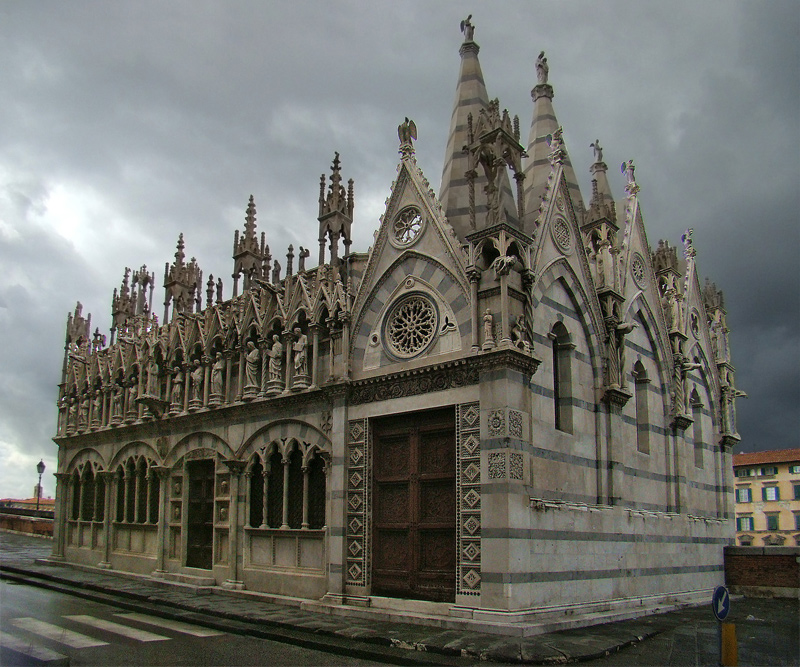

荆冕圣玛利亚堂（Santa Maria della Spina）是意大利比萨的一座小教堂.该堂约建于1230年，比萨哥特式建筑风格，1325年后扩建。 最初称为“新桥圣玛利亚堂”（Santa Maria di Pontenovo），得名于附近的新桥（15世纪坍塌，未再重建）。新名称“荆冕”得名于据称是基督在十字架上所戴荆棘冠冕的一部分，1333年被带到这里。1871年该堂被拆除、抬高重建，以避免阿诺河河水的威胁。约翰·拉斯金在1872年访问比萨时被此激怒。
该堂一直由城市管理，除了在十七和十八世纪短时由医院管理。

## 外观
该堂是欧洲最杰出的哥特式建筑之一，外部完全由彩色大理石装饰，并有玫瑰窗，以及14世纪比萨主要艺术家雕像，包括弗朗西斯科卢波、安德烈·皮萨诺，以及他的儿子尼诺·皮萨诺和托马索·皮萨诺等人。

## 内部
与豪华的外观相比，内部显得相当简单。堂内有哥特式雕塑的杰作“玫瑰圣母”，由安德烈·皮萨诺和尼诺·皮萨诺创作。